# A.I.創世者
《A.I.創世者》（英語：The Creator）是一部2023年美國科幻動作驚悚片，由蓋瑞斯·愛德華執導並與克里斯·魏茲編劇，約翰·大衛·華盛頓、陳靜、渡邊謙、史德吉爾·辛普森和艾莉森·珍妮主演。劇情設定於2065年人類與人工智人之間戰爭影響的未來，講述一名前特種部隊隊員被招募來追捕高級人工智能設計師，並消滅敵方研發用來反擊人類軍隊的神秘武器。
電影2023年9月29日在美國上映。

## 劇情
2055年，洛杉磯發生了一場核爆，摧毀了數百萬生命，美國官方定調為AI科技的進步導致的悲劇，從此美國禁用並打擊全球所有AI科技。
十年後，新亞洲區仍無視美國對於AI的危險警告，執意持續發展AI科技，因此美國軍方在低地軌道建造了大型對AI攻擊用太空站「游牧者」，用以追殺新亞洲區AI科技總工程師，代號「尼瑪塔」的人物。
美國陸軍中士賈許亞當在新亞洲區進行臥底行動時，結識了當地女子瑪雅，但由於一次游牧者的失誤攻擊，賈許亞與懷孕的瑪雅遇襲而遭分離。
又過了五年，賈許亞被指派新任務為找尋代號「阿爾法O」，阿爾法O為美方推定的全新世代革命型AI，並表示阿爾法O的存在對於游牧者的威脅完全不亞於尼瑪塔，但當賈許亞找到阿爾法O時，發現阿爾法O只是一個愛看電視的機器AI小女孩，賈許亞把這個小女孩命名叫做小飛。
小飛還展現了更多的特殊能力，如可以控制任何電子設備的開關，以及學習能力遠超其他機器AI等，從任務中得知瑪雅並沒有死的賈許亞將小飛帶上，踏上了尋找瑪雅的旅程。
小飛將賈許亞引導到五年前賈許亞與懷孕的瑪雅分開的海邊，賈許亞發現了瑪雅其實就是尼瑪塔，新亞洲區最先驅的AI總工程師，當年瑪雅掃描了自身腹中的胎兒，創造了全新世代革命型AI─被賈許亞稱為小飛的機器AI小女孩。
賈許亞遭AI警察抓獲，後又傾盡全力逃出，最後賈許亞在一個被誤稱為丹丹，事實上是遠山的地方找到了瑪雅，原來瑪雅已在當年游牧者的失誤攻擊中變成了植物人，在游牧者攻擊的前幾周，瑪雅私自創造了小飛，而創造小飛的終極目的，是給予她所有的愛並完全灌注於她身上，讓她可以如同一個真正的人類一樣成長，瑪雅並未因為自身對於美方的厭惡，而灌輸任何自身立場給小飛，小飛的所作所為，完全是基於自身的學習判斷而來。
由於機器人三原則的限制，沒有任何機器AI能夠關停瑪雅的維生系統，因此賈許亞悲痛的關閉了瑪雅的維生系統，已視小飛為自身女兒的賈許亞，深感受到美方的欺瞞，因此決定與新亞洲區AI站在同一線，踏上摧毀游牧者的道路。
帶著瑪雅的腦機中樞複製晶片，賈許亞脫離美方眼線，偷偷登上了洛杉磯太空港預計前往月球的班機，賈許亞脅持了該班機，迫使班機停在了游牧者上，美軍將軍安德魯得知了賈許亞要摧毀游牧者，下令將游牧者攜帶的所有數百枚彈頭對全球AI發動總攻擊。
賈許亞在游牧者上安放了倒計時10分鐘的炸彈，小飛則順手將一具有母親捐贈樣貌的AI機體插入了瑪雅的腦機中樞複製晶片，親吻了母親樣貌的機體後，小飛坐上了游牧者的逃生艙。
瑪雅在捐贈樣貌的AI機體上醒來，並找到了因氧氣不足而倒地的賈許亞，在已受爆炸摧殘即將墜地的游牧者上，瑪雅與賈許亞在生命最後一刻緊緊相擁，而小飛則在逃生艙上強忍著眼淚看著這一切。
碩大的游牧者墜落地面，彈頭也因為游牧者的失效而沒有爆炸，小飛的逃生艙緩緩落地後，AI陣營歡欣鼓舞的迎接小飛，小飛破涕為笑，而眾人則對小飛高喊著「尼瑪塔」。

## 演員
- 約翰·大衛·華盛頓飾演賈許亞（Joshua）
- 瑪德琳·尤娜·韋爾斯（Madeleine Yuna Voyles）飾演小飛（Alfie）
- 陳靜飾演瑪雅（Maya）
- 渡邊謙飾演哈倫（Harun）
- 斯德吉爾·辛普森（英语：Sturgill Simpson）飾演德魯（Drew）
- 艾莉森·珍妮飾演豪威（Howell）
- 拉爾夫·尹愛森飾演安德魯（Andrews）
- 馬克·蒙查卡（英语：Marc Menchaca）飾演麥布萊（McBride）
- 吳清雲飾演卡米（Kami）

## 製作
2020年2月，蓋瑞斯·愛德華簽約編導一部由攝政企業製片的電影，並與《星際大戰外傳：俠盜一號》（2016年）的聯合製片人奇瑞·哈特（Kiri Hart）擔任製片人。2021年5月，宣佈由約翰·大衛·華盛頓主演，片名被透露為《真愛》（True Love）。2021年6月，陳靜、丹尼·麥布萊和黃凱旋進入洽談階段。2022年1月，陳靜和黃凱旋確認出演，而艾莉森·珍妮、史德吉爾·辛普森和馬克·蒙查卡加入演員陣容。據報導，辛普森將接替因日程安排衝突而離開的麥布萊。2022年2月，渡邊謙加入演員陣容，接替因日程安排衝突而離開的黃凱旋。片名後來被更改為《A.I.創世者》（The Creator）。

### 拍攝
主體拍攝於2022年1月17日在泰國開始進行，格雷格·弗萊瑟和歐倫·索佛（Oren Soffer）擔任攝影師。電影2022年5月30日宣告殺青。

## 爭議
本片於2023年5月18日發布的前導預告，被發現爆炸片段修改自2020年貝魯特爆炸事故的網路流傳現場影片。

## 發行
電影由二十世紀影業安排2023年9月29日在美國院線上映，包含IMAX版本。此前原定2023年10月6日上映。

## 迴響

### 評價
《A.I.創世者》受影評界讚賞其視覺效果、愛德華的執導技巧、演員的表演以及對人類與人工智慧之間衝突的議題跟進時事，而部分聲音批評了劇情，尤其是第三幕的安排。電影在爛番茄網站上基於225篇評論，新鮮度67%，平均得分6.8／10；該網站共識：「《A.I.創世者》視覺效果令人驚嘆、佈景壯觀，帶來了符合時宜、演技精湛的科幻之作，即使缺乏實質內容，也能滿足當下的需求。」在Metacritic上，電影根據52位影評的打分而獲得63分（滿分100），代表「普遍好評」。

### 票房
在美國和加拿大，《A.I.創世者》與《汪汪隊立大功：超級大電影》、《奪魂鋸X》、《笨錢效應》一起上映，外界預估首映週末在3680家影院能獲得1600萬至1900萬美元的票房。影音俱樂部的辛蒂·懷特（Cindy White）分析這項預估的原因：《A.I.創世者》是一部並非基於現有IP的原創電影，演員和幕後人員並非完全家喻戶曉（除了華盛頓和珍妮），加上發行時機不佳——人工智慧在社會中的地位以及政府在相關問題的處理尚未完善，而2023年美国编剧协会大罢工導致行銷乏善可陳。電影週四晚上的預映收入為160萬美元。電影首映票房達1410萬美元，位居當週票房第三。其中的300萬美元的票房收入來自IMAX版本，而男性觀眾佔71%，51%的觀眾年齡在18-34歲之間。
| 上一届： 《威尼斯謀殺案》 | 2023年香港一週票房冠軍 第39-40週 | 下一届： 《我的天堂城市》 |
| 上一届： 《威尼斯謀殺案》 | 2023年香港週末票房冠軍 第40-41週 | 下一届： 《我的天堂城市》 |

## 獎項
其他獎項請見《A.I.創世者》獲獎與提名列表。
| 年份 | 頒獎典禮           | 獎項         | 入圍者                                                                    | 結果 |
| ---- | ------------------ | ------------ | ------------------------------------------------------------------------- | ---- |
| 2024 | 第96屆奧斯卡金像獎 | 最佳音效     | 伊恩·沃伊特、艾瑞克·阿達赫、伊桑·范德萊恩、汤姆·奥扎尼奇、迪安·A·朱潘西奇 | 提名 |
| 2024 | 第96屆奧斯卡金像獎 | 最佳視覺效果 | 傑·庫柏、伊恩·科姆利、安德魯·羅伯茨、尼爾·科博爾德                        | 提名 |

## 外部連結
- 互联网电影数据库（IMDb）上《A.I.創世者》的资料（英文）
- 豆瓣电影上《A.I.創世者》的資料 （简体中文）